# Eyewitness (Kayak)
Eyewitness is het negende muziekalbum van de Nederlandse symfonische rockgroep Kayak. De constructie van het album is een bijzondere. Kayak wilde een livealbum opnemen zonder alle toeters en bellen die daarbij horen. Het regelen van een concert, mobiele opname-apparatuur en allerlei zaken die mis kunnen gaan, waren te kostbaar voor de band. Kayak kwam met een tussenoplossing. De live-opstelling werd opgezet in de Wisseloord Studio's te Hilversum en de band nam een aantal nummers op, die leiden tot een soort Greatest Hits-album. De band nam de nummers live op (er wordt niet verteld hoeveel pogingen werden gewaagd), dubde daar de zangstem van Edward Reekers overheen en poetste hier en daar een foutje weg. Dat laatste gebeurde in die tijd met bijna livealbums. Het geheel werd op tape gezet en vervolgens werden ongeveer 200 fans in de studio uitgenodigd om zich “live” te gedragen; die geluiden werden door de muziek gemixt en zo ontstond een soort livealbum. Het geheel werd uitgegeven op een elpee. Vervolgens raakte het geheel zoek. In 1994 moet Scherpenzeel opnieuw op zoek naar de banden, want Pseudonym Records, een retroplatenlabel, wil het album uitgeven, in een poging alle muziek van Kayak op compact disc uit te brengen. Scherpenzeel vond uiteindelijk de basistape, dus zonder het later ingemixte publiek. Aldus ontstond een livealbum zonder applaus. Gerrit-Jan Leenders zat als geluidstechnicus achter de knoppen. De dames Irene Linders en Katherine Lapthorn ("The Kayettes") waren niet bij de opnamen aanwezig.
De compact disc bevat nog twee bonustracks, zie de laatste tracks.

## Musici
- Ton Scherpenzeel – toetsinstrumenten
- Edward Reekers – zang
- Max Werner – slagwerk
- Johan Slager – gitaar
- Peter Scherpenzeel – basgitaar

## Tracklist
| Nr. | Titel                                                         | Duur |
| --- | ------------------------------------------------------------- | ---- |
| 1.  | Eyewitness (nieuw nummer van Scherpenzeel/Linders)            | 3:21 |
| 2.  | Periscope life                                                | 4:09 |
| 3.  | Ruthless queen                                                | 5:05 |
| 4.  | Want you to be mine                                           | 4:48 |
| 5.  | Lyrics                                                        | 1:59 |
| 6.  | Chance for a lifetime                                         | 4:22 |
| 7.  | Who’s fooling who (nieuw nummer van Scherpenzeel / Linders)   | 3:44 |
| 8.  | Irene                                                         | 3:12 |
| 9.  | Only you and I know (nieuw nummer van Scherpenzeel / Linders) | 3:12 |
| 10. | Winning ways                                                  | 3:28 |
| 11. | Starlight dancer                                              | 4:58 |
| 12. | No man’s land                                                 | 5:22 |
| 13. | The car enchanters                                            | 2:36 |
| 14. | Ivory dance ‘94 (opnieuw opgenomen door Scherpenzeel)         | 2:51 |

In de lente van 1982 werd Kayak opgeheven. In 1983 vond een kleine herstart plaats onder de naam Europe. Edward Reekers kwam met The Last Forest; Max Werner met Seasons. In 1999 kwam de band, zonder Johan Slager weer bij elkaar.